# Menhir de Lianver
Le menhir de Lianver ou menhir de Lianvarc'h est un menhir situé à Trédrez-Locquémeau, dans le département français des Côtes-d'Armor.

## Description
Le menhir est constitué d'un bloc de granite de Trédrez, de forme pyramidale mesurant  3,35 m dans sa plus grande hauteur et 1,65 m dans sa plus grande largeur à la base. Quelques mètres plus au nord on note un affleurement de granite sans qu'on puisse dire s'il s'agit d'un deuxième menhir couché.